# جوني كارني (مخرج)
جون كارني (مواليد 1972) مخرج ومنتج وكاتب سيناريو وشاعر غنائي أيرلندي متخصص في الأفلام الدرامية الموسيقية منخفضة الميزانية. اشتهر بفيلمه مرة واحدة عام 2007 وفيلم شارع الغناء. وهو أيضًا أحد مؤسسي المسلسل الدرامي التلفزيوني الأيرلندي "باتشلور ووك.

## حياته وعمله
وُلد كارني في دبلن وتلقى تعليمه في كلية دي لا سال في تشيرشتاون وفي شارع سينج سي بي إس. وكان عازف الجيتار في فرقة الروك الأيرلندية الإطارات بين عامي 1991 و 1993، كما قام بإخراج بعض مقاطع الفيديو الموسيقية الخاصة بهم.
بالإضافة إلى تصوير مقاطع الفيديو الموسيقية، كتب كارني وأخرج فيلمه الطويل الأول بعد ظهر نوفمبر، في عام 1996. على الرغم من الإصدار المحدود، فقد نال الفيلم من قبل آيرش تايمز «فيلم العام».  وتروي الدراما منخفضة الميزانية، التي تم تصويرها باللونين الأبيض والأسو، قصة زوجين تبدأ علاقاتهما في الانهيار خلال عطلة نهاية أسبوع حافلة بالأحداث. وقدم كارني بنفسه درجة موسيقى الجاز للموسيقى التصويرية.
بعد صنع قطعة تليفزيونية مصاحبة لمدة ساعة للفيلم بعنوان في الوقت المناسب، كان فيلم كارني التالي هو الدراما المثير حديقة، والتي عُرضت لأول مرة في مهرجان دبلن السينمائي. تم كتابة الدراما التي كتبها وشارك في إخراجها كارني وتوم هول مرة أخرى، وتم إصدار الدراما التي تدور حول فتاة تتعرض لسوء المعاملة من قبل المتحرش بالأطفال في عام 1999.
بعد عامين، في عام 2001، شارك في كتابة وإخراج على الحافة. من بطولة سيليان ميرفي وستيفن ريا. وحصل الفيلم على جائزة هيتشكوك الفضية في مهرجان دينار للسينما البريطانية. الفيلم، الذي شارك في تأليف دانيال جيمس، وصدر في الولايات المتحدة تحت عنوان اقبض الشمس.
وعاد كارني إلى الكتابة والإخراج التلفزيوني خلال نفس العام. حيثث شارك في كتابة وإخراج (مع شقيقه كيران كارني وتوم هول) المسلسل التلفزيوني الناجح RTÉ. وأثبت المسلسل التلفزيوني المنتج بشكل مستقل أنه الأكثر نجاحًا في تاريخ التلفزيون الأيرلندي.  استمر المسلسل لمدة ثلاثة مواسم. كما أنه أخرج المغامرات المتواضعة لديفيد أو دوهرتي لصالح RTÉ، من بطولة الممثل الكوميدي الأيرلندي اودهيرتي.  وأدى أغنية "Orange" المنفردة، التي أصدرها أودهيرتي أثناء صنع إحدى حلقات المسلسل.
وفي عام 2003، شارك في إخراج وكتابة زوناد مع كيران كارني وتوم هيل. قصة عن محكوم عليه هرب الذين تنطلي قرية أيرلندية كاملة في التفكير انه زائر من الفضاء الخارجي، تألق الفيلم سيمون ديلاني وسيليان ميرفي، وكان الفيلم ذا ميزانية منخفضة.
في عام 2006، أخرج كارني الفيلم الطويل مرة واحدة . دراما الموسيقى، ونجوم السينما وإطارات مهاجم جلين هانسارد والتشيك موسيقي ماركيتا إرجلوفا. تم إصداره لأول مرة في Galway Film Fleadh ، مرة واحدة كان إصداره العالمي الرسمي في مهرجان Sundance السينمائي في يناير 2007 وفاز بجائزة World Cinema Audience Award في فئة Dramatic.  لقطة علاقة غرامية منخفضة الميزانية مقابل 160 ألف دولار فقط،  كانت ذات مرة ناجحة بشكل كبير، حيث حققت 7 ملايين دولار في جميع أنحاء العالم في أول 3 أشهر من إصدارها. نُقل عن المخرج السينمائي الأسطوري ستيفن سبيلبرغ قوله «مرة واحدةأعطاني الإلهام الكافي لأستمر حتى نهاية العام.» عندما تم إخباره بهذا خلال مقابلة مع قناة سكاي نيوز، أجاب كارني، «في نهاية اليوم، إنه مجرد رجل بلحية.» كان كارني يرتدي لحيته في الوقت. بصفته كاتب ومخرج مرة واحدة ، فاز كارني بجائزة الوافد الجديد الواعد في حفل توزيع جوائز المساء القياسي للأفلام البريطانية لعام 2007.
في أعقاب مرة واحدة " نجاح الصورة، كان كارني قادرة على العمل على نسخة كاملة من زوناد ، والذي صدر في مارس 2010. في عام 2016، كتب وأخرج الفيلم الموسيقي Sing Street ، والذي تم إصداره لإشادة النقاد.
اجتذب كارني انتقادات في عام 2016 عندما أشار إلى كيرا نايتلي في مقابلة مع صحيفة بريطانية مستقلة، قائلاً "لن أصنع فيلمًا مع عارضات الأزياء مرة أخرى". نايتلي، الذي حصد الجوائز متعددة طوال حياتها المهنية، بما في ذلك أوسكار، وغولدن غلوب، BAFTA وجائزة SAG الترشيحات، وعملت مع كارني على الفيلم تبدأ مرة أخرى ، جنبا إلى جنب مع مارك روفالو وآدم ليفين. بينما أشاد كارني برافالو باعتباره ممثلًا "رائعًا" ولفين لأنه لم يكن "خائفًا بعض الشيء من تعريض نفسه للكاميرا"، قال "الشيء الذي تريده كيرا هو إخفاء هويتك ولا أعتقد أنه يمكنك أن تكون ممثلاً وتفعل ذلك. " "لا أريد أن أتخلص من كيرا، لكنك تعلم أنه من الصعب أن تكون ممثلًا سينمائيًا ويتطلب مستوى معينًا من الصدق والتحليل الذاتي الذي لا أعتقد أنها مستعدة له بعد، وبالتأكيد لا أعتقد أنها كانت قال كارني. أصدر المخرج لاحقًا اعتذارًا تضمن ما يلي: `` أشعر بالخجل من نفسي لأنني أستطيع أن أقول مثل هذه الأشياء وأنا أحاول حساب ما يقولونه عني. في محاولة لإيجاد ثغرات في عملي، انتهى بي الأمر بإلقاء اللوم على شخص آخر. هذا ليس فقط إخراجًا سيئًا، إنه سلوك رديء، لست فخورة به بأي حال من الأحوال. وأنتجت Carney Executive سلسلة مختارات الكوميديا الرومانسية 2019 Modern Love ، وكتبت أيضًا وأخرجت عدة حلقات.

## إخراج
| ر | اسم الفيلم  | السنة |
| - | ----------- | ----- |
| 1 | On the Edge | 2001  |
| 2 | Once        | 2007  |
| 3 | Zonad       | 2009  |
| 4 | Begin Again | 2013  |
| 5 | Sing Street | 2016  |

## وصلات خارجية
جوني كارني على imdb